# Белый Король (Алиса в Зазеркалье)

Белый Король (англ. The White King) — персонаж из сказки Льюиса Кэрролла «Алиса в Зазеркалье». Не считая самой Алисы, он является одной из первых шахматных фигур, которые появляются в сюжете. Так как Алиса становится пешкой на его половине поля, он важный персонаж в книге и проходящей в ней игре, хотя он и не так часто встречается с Алисой, как Белая Королева. Не путать с Королём Червей из книги «Алиса в стране чудес». Впервые Алиса встречает его в 1 главе «Зазеркальный дом», а затем — в 7 главе «Лев и Единорог». Считает, что когда дурно, надо есть занозы. Имеет двух гонцов, один из которых бежит туда, а другой — обратно. Любит точность (уточняет количество посланной рати) и всё записывает в книжку. Короля поражает, что Алиса видит Никого и просит присесть «на минутку». У него есть дочь Лили.

## До игры
Когда Алиса впервые видит Белого Короля, пройдя через Зазеркалье, он шахматная фигура стандартного размера, однако он движется и не может видеть или слышать Алису. Не понимая этого, она берет его и Белую Королеву с пола и кладёт на стол. Те считают, что они попали туда из-за невидимого вулкана. Алиса оставляет его вскоре одного, когда видит книгу «Бармаглот».

## Во время игры
Когда Алиса видит его в следующий раз, он, также как и другие персонажи, нормального размера. После падения Шалтая-Болтая со стены король появляется со своими солдатами. В разговоре с Алисой удивляется, что у Алисы такое хорошее зрение, что Алиса видит Никого (присущая Кэрролу игра слов). Воспринимает многие вещи буквально.  

## В концовке игры
Хотя Белый Король больше не появляется в книге, он подвергается шаху, перед тем как Чёрный Рыцарь  проигрывает еще более неуклюжему Белому Рыцарю. После того как Алиса ставит шах и мат Чёрному Королю, игра, а также её сон, заканчиваются.

## В других произведениях
- В игре «American McGee’s Alice» он командует белыми фигурами. Даёт Алисе белую пешку, чтобы она сделала её новой Королевой.
- В телефильме «Алиса в Стране чудес (1985)» его роль исполняет Харви Корман. Он и один из его гонцов, поют Алисе песню «Льва и единорога».